# Glycocystis
Glycocystis, monotipski biljni rod iz porodice strupnikovki. Jedina vrsta je viskozni grm G. beckeri, endem iz Zapadne Australije. Najočitija mu je značajka izuzetno ljepljiva priroda ova biljka koja je gotovo sva prekrivena slojem smole.

## Opis
Rod i vrsta opisani su u Eremophila: 159, 2007.
Glycocystis beckeri je jedini član roda Glycocystis, ali je blisko povezan s velikim rodovima Myoporum i Eremophila, potonji poznatiji kao “Emu grmovi”. Međutim, u prošlosti zbog poteškoća s klasifikacijom, bio je stavljen u oba roda, pa čak i u Verbenaceae, ali sada je konačno smješten u Glycocystis, rod koji je kreirao dr. R.J Chinnock 2007. Ime se odnosi na slatko mirisno lišće, uzrokovano izlučivanjem velikih količina vrlo ljepljive smole putem malih papila u obliku mjehura/vrećice, koje su posvuda po ovoj biljci, osim latica i reproduktivnih dijelova.